# Tidtabell (tåg)

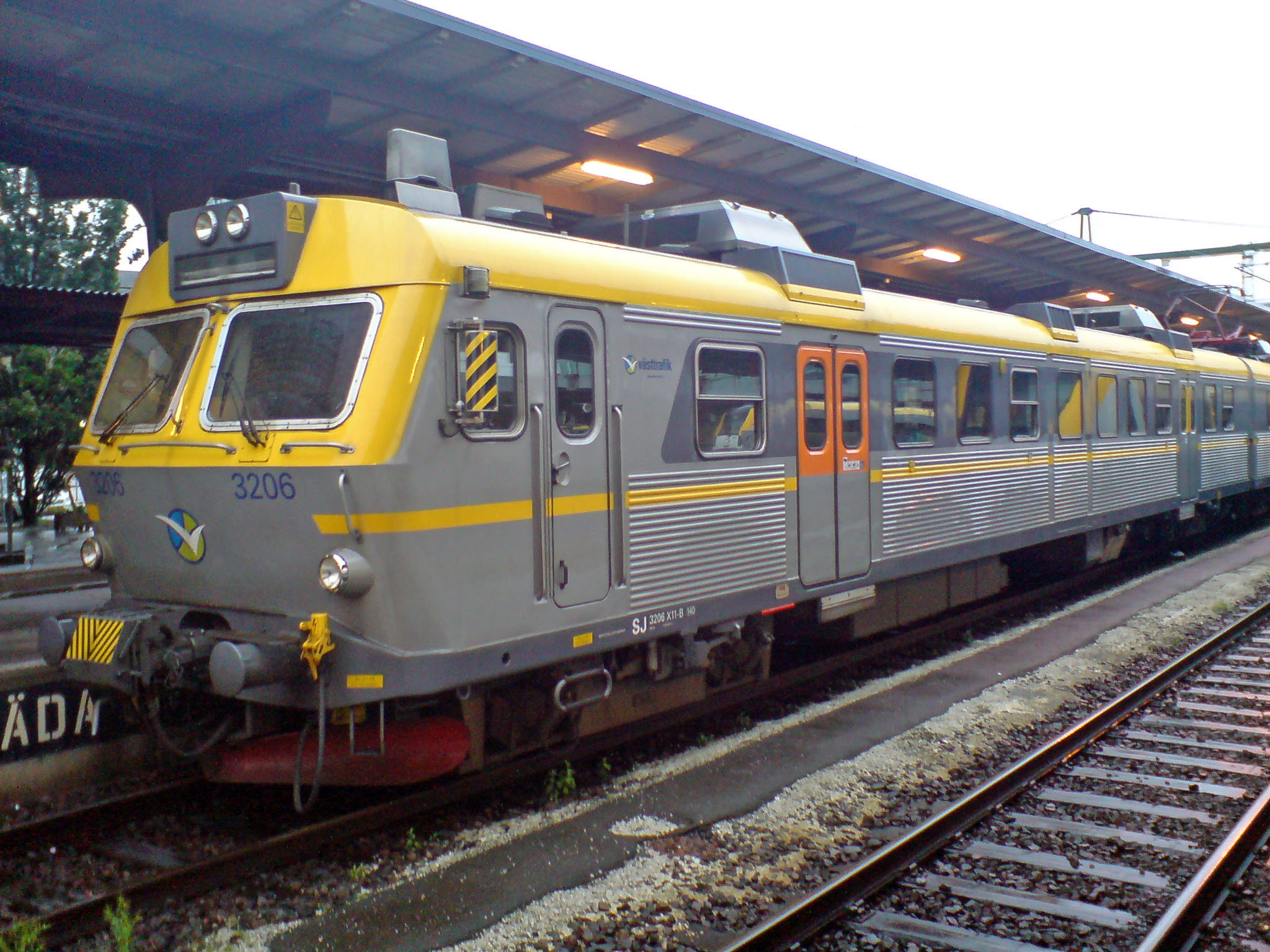
Ett pendeltåg vid Göteborgs centralstation

Det finns många typer av tidtabeller för järnvägstrafik. De två huvudtyperna är tidtabeller för resenärer och i vissa fall godstransportörer och grafiska tidtabeller över alla inplanerade tåg (tåglägen) som körs på en bana.

## Tidtabeller för resenärer
Från början av 1900-talet utgav Statens Järnvägar Sveriges Kommunikationer. Det var en katalog där ankomst- och avgångstider från alla stationer och banor i Sverige angavs samt tabeller för bussar och båtlinjer. Det framgick även om det var persontåg eller snälltåg, service ombord, restriktioner eller andra anmärkningar.
Numera används oftast internet för publicera tidtabeller, antingen i form av linjetidtabeller som visar alla stationer och tåg på en viss linje eller genom sökmotorer där svaret ställs samman baserat på vad användaren angett i sin sökning.
Tidtabellerna ändras normalt i december varje år. Detta görs samordnat över hela Europa för att underlätta planeringen av internationell trafik.

## Grafiska tidtabeller för alla tåglägen

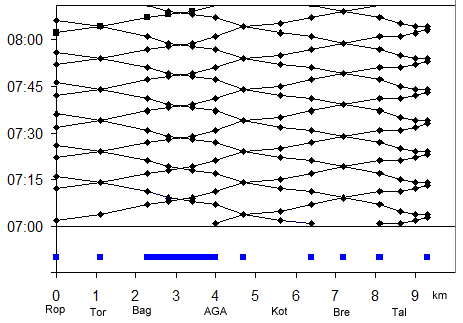
Grafisk tidtabell för Lidingöbanan. Svart markering är stopp och blå markering är mötesmöjlighet. Det blir fyra möten längs varje tur.

Eftersom tåg inte kan mötas eller köra om på en bana så måste all tågtrafik planeras i detalj där man bestämmer på vilka stationer som möten eller omkörningar ska ske. Denna planering utförs normalt av infrastrukturförvaltaren, i Sverige oftast Trafikverket.
I god tid före varje år måste alla tågoperatörer beställa tåglägen för det kommande året. Det är uppgifter om när man vill avgå och ankomma, vilka dagar eller perioder man kommer att trafikera samt typ av tåg. Trafikverket försöker sedan pussla ihop alla behov så gott det går. På de flesta banor är det inte så stora problem, men för vissa banavsnitt och klockslag måste man prioritera. Pendeltåg ges i Sverige högsta prioritet på vissa banor (som tidigare på Getingmidjan i Stockholm där det dock inte längre går några pendeltåg sedan Citybanan öppnades 2017). Godståg prioriteras på andra banor, till exempel Hallsberg–Mjölby.
Resultatet blir en tågplan för det kommande året som meddelar operatörerna vilka tåglägen som fastställts och försetts med tågnummer. Planen kan justeras under året när nya tåglägen tillkommer, men de får då anpassa sig efter den redan planerade trafiken.
Tågplanen dokumenteras i ett antal grafer som visar alla tåglägen för ett eller flera banavsnitt. Grafens horisontella axel visar tidpunkten på dygnet, uppdelade så att en graf kan visa timmarna 00–02, 00–04, 00–06 et cetera, beroende på hur tät trafiken är. Grafens vertikala axel visar järnvägsstationerna.
Varje kurva i grafen visar ett tågläge. Kurvans lutning varierar beroende på avståndet mellan stationerna och den hastighet tåget ska hålla. Vid möten på enkelspår ser man en horisontell kurvdel på en station för det tåg som ska vänta på mötet. På varje kurva anges tågnummer och kod för veckodagar.
Den grafiska tidplanen är viktig för tågklarerarnas omplanering i samband med förseningar och när framkomligheten begränsas vid olyckor och underhåll.